# Rasino
Rasino (maced. Расино) – wieś w południowo-zachodniej Macedonii Północnej, w gminie Ochryda.